# Gauliga Schlesien 1937/38

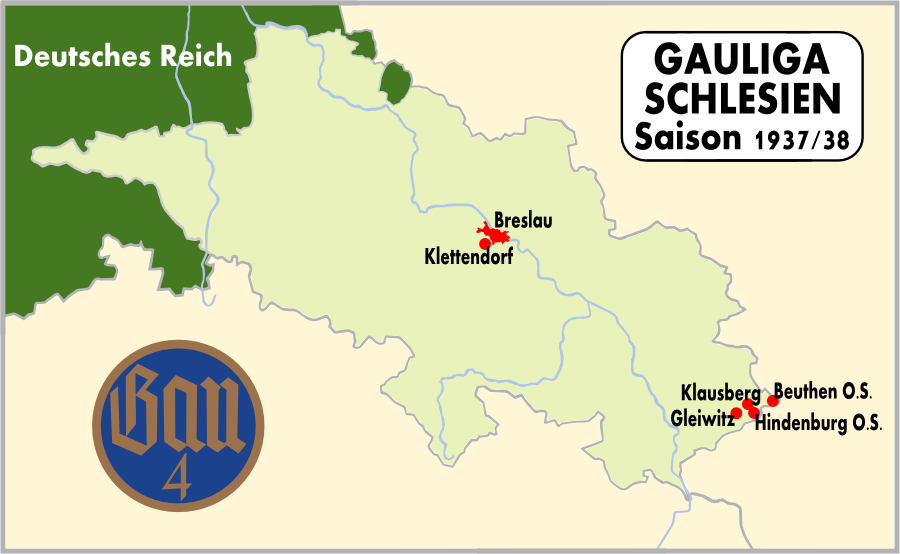
Plaatsen waar de Gauliga Schlesien 1937/38 gespeeld werd

De Gauliga Schlesien 1937/38 was het vijfde voetbalkampioenschap van de Gauliga Schlesien. Vorwärts RaSpo werd kampioen en plaatste zich voor de eindronde om de Duitse landstitel, waar de club laatste werd in de groepsfase.

## Eindstand
| Plaats | Club                    | Wed. | W  | G | V  | Saldo | Ptn   |
| ------ | ----------------------- | ---- | -- | - | -- | ----- | ----- |
| 1.     | Vorwärts-RaSpo Gleiwitz | 18   | 14 | 1 | 3  | 55:19 | 29:07 |
| 2.     | Breslauer SpVg 02       | 18   | 13 | 1 | 4  | 56:28 | 27:09 |
| 3.     | SC Preußen Hindenburg   | 18   | 8  | 3 | 7  | 34:29 | 19:17 |
| 4.     | SC Hertha Breslau       | 18   | 8  | 2 | 8  | 25:40 | 18:18 |
| 5.     | SV 33 Klettendorf       | 18   | 8  | 0 | 10 | 24:47 | 16:20 |
| 6.     | Reichsbahn-SV Gleiwitz  | 18   | 6  | 3 | 9  | 33:33 | 15:21 |
| 7.     | Sportfreunde Klausberg  | 18   | 5  | 5 | 8  | 22:33 | 15:21 |
| 8.     | Breslauer FV 06         | 18   | 6  | 2 | 10 | 27:26 | 14:22 |
| 9.     | SC Vorwärts Breslau     | 18   | 6  | 2 | 10 | 24:35 | 14:22 |
| 10.    | Beuthener SuSV 09       | 18   | 5  | 3 | 10 | 38:48 | 13:23 |

|  | Kampioen   |
|  | Degradatie |

## Promotie-eindronde
| Plaats | Club             | Wed. | W | G | V | Saldo | Ptn.  |
| ------ | ---------------- | ---- | - | - | - | ----- | ----- |
| 1.     | SpVgg Ratibor 03 | 4    | 3 | 0 | 1 | 13:06 | 06:02 |
| 2.     | 1. FC Breslau    | 4    | 1 | 1 | 2 | 07:09 | 03:05 |
| 3.     | SSVgg Bunzlau    | 4    | 1 | 1 | 2 | 04:09 | 03:05 |

|  | Promotie |